# Ронейн Марш-Браун
Ронейн Бенджамін Марш-Браун (англ. Ronayne Benjamin Marsh-Brown, нар. 13 листопада 1984, Чизік) — гаянський футболіст, захисник клубу «Бігглзвейт Таун» і національної збірної Гаяни.

## Клубна кар'єра
У дорослому футболі дебютував 2005 року виступами за команду клубу «Фішер Атлетік», в якій провів один сезон. Своєю грою за цю команду привернув увагу представників тренерського штабу клубу «Веллінг Юнайтед», до складу якого приєднався 2006 року. Потім грав за «Фолкстоун Інвікта», «Кроулі Таун» та «Рамзгейт». У 2007 році під іменем Ронейн Бенджамін у футболці «Маклсфілд Таун» тричі виходив з лави для запасних у поєдинках Другої ліги. Після цього виступав у «нелігових клубах» «Мейденхед Юнайтед», «Дорчестер Таун», «Бат Сіті», «Стайнс Таун», «Гарроу Бороу», «Норзвуд», «Айлезбері Юнайтед», «Метрополітан Поліс», «Льюіс», «Фарнборо», «Бедфорд Таун», «Сент-Неотс Таун», «Іст Таррок Юнайтед», «Марлоу», «Вайтгоук» та «Пітерборо Спортс». З 2019 року захищає кольори «Бігглзвейт Таун».

## Виступи за збірну
У футболці національної збірної Гаяни дебютував 6 вересня 2018 року в нічийному (2:2) поєдинку Ліги націй КОНКАКАФ проти Барбадосу.
У складі збірної був учасником розіграшу Золотого кубка КОНКАКАФ 2019 року у декілької країнах.

## Особисте життя
Троє братів Ронейна, Кавї, Кі та Кіну Марш-Браун, також професіональні футболісти. Молодший брат Ронейна, Кіну Марш-Браун виступає за національну збірну Гаяни, окрім цього Кі та Кіну отримували виклик до табору збірної Антигуа і Барбуди.